# Antoine Veil
Antoine Victor Veil (Blâmont, 28 agosto 1926 – Parigi, 11 aprile 2013) è stato un imprenditore, politico e funzionario francese.

## Biografia
Antoine Victor Veil nacque il 28 agosto 1926 a Blâmont (Meurthe e Mosella). Suo padre André Veil (1889-1966), era un industriale e produttore di tessuti di cotone, mentre la madre Alice Léon (1898-1985) era casalinga.
Di origine ebraica e originario della Lorena, Antoine Veil "scampò per pelo alla deportazione" durante la seconda guerra mondiale e si rifugiò con la famiglia in Svizzera.
Il 26 ottobre 1946, sposò Simone Jacob, conosciuta da allora con il nome di Simone Veil. Dal loro matrimonio nacquero tre figli: Jean (1947), Claude-Nicolas (1948-2002) e Pierre-François (1954), avvocato.
Antoine Veil è morto l'11 aprile 2013.

## Carriera
Antoine Veil entrò nello studio di Pierre-Henri Teitgen nel 1947 e in quello di Alain Poher nel 1948. Dopo l'ENA (promozione Albert-Thomas), nel 1955, entrò nel corpo degli ispettori delle finanze e continuò la sua carriera in vari uffici ministeriali: divenne in particolare capo di gabinetto di Joseph Fontanet, segretario di Stato per l'Industria e il Commercio, poi ministro della Sanità pubblica. Dal 1964 al 1968 è stato delegato generale del Comitato centrale degli armatori francesi, oggi Armateurs de France. Nel 1969 viene nominato vicedirettore generale della Compagnie des chargeurs réunis.
Dal 1971 al 1980 ha ricoperto le cariche di amministratore, poi direttore generale dell'Union de Transports Aériens (UTA), presidente e direttore generale della Compagnie aéromaritime d'afrètement e amministratore di Air Inter. È stato membro del comitato strategico del gruppo Bolloré.
Fu eletto consigliere di Parigi nel 1971 e rieletto nel 1983.
Quando Simone Veil presentò la legge sull'aborto (1975), partecipò privatamente alla sua elaborazione e mise a disposizione della moglie (tesoriere del CDS) la sua rete di rappresentanti eletti centristi per farla approvare dal Parlamento. 
Dal 1982 al 1985 è stato amministratore delegato di Manurhin.
Nel 1983, lui e la moglie fondarono il club Vauban, un think tank che si proponeva di superare le divisioni politiche, i cui incontri si svolgevano nel loro appartamento parigino in Place Vauban.
Nel 1989 ha fondato la società di consulenza AV Consultants.
È stato nominato CEO di Orlyval nell'aprile 1992. Di fronte alle difficoltà dell'azienda, negoziò un piano di ristrutturazione che portò, qualche mese dopo, all'acquisizione della concessione da parte della RATP.
Nel 2010, a seguito del rapporto di Yves Jégo, fonda l’associazione Pro France, organismo responsabile della certificazione "Origine France Garantie", una certificazione volta a promuovere il "marchio Francia".

## Omaggio postumo
Sepolto nel cimitero di Montparnasse (5a divisione), al suo funerale, tra la folla figuravano Édouard Balladur, Bernadette Chirac, Bertrand Delanoë, François Fillon, Pierre Moscovici, Nicolas Sarkozy, Anne Sinclair e Dominique Strauss-Kahn.
Il 5 luglio 2017, il Presidente della Repubblica Emmanuel Macron ha annunciato l’ingresso nel Pantheon di Simone Veil, durante l'omaggio nazionale resogli. Quanto ad Antoine Veil, viene ammesso insieme a lei come suo marito. È il secondo coniuge ad entrare nel Pantheon, dopo Sophie Berthelot. La cerimonia si è tenuta il 1° luglio 2018.